# 囊管花
囊管花（学名：Asystasia salicifolia）为爵床科十万错属的植物；舊屬管花目，今屬唇形目。分布在泰国北部、老挝以及中国大陆的云南等地，生长于海拔150米至1,500米的地区，目前尚未由人工引种栽培。